# Hister quadrimaculatus
Hister quadrimaculatus är en skalbaggsart som beskrevs av Carl von Linné 1758. Hister quadrimaculatus ingår i släktet Hister och familjen stumpbaggar. Arten har ej påträffats i Sverige. Inga underarter finns listade i Catalogue of Life.

## Bildgalleri

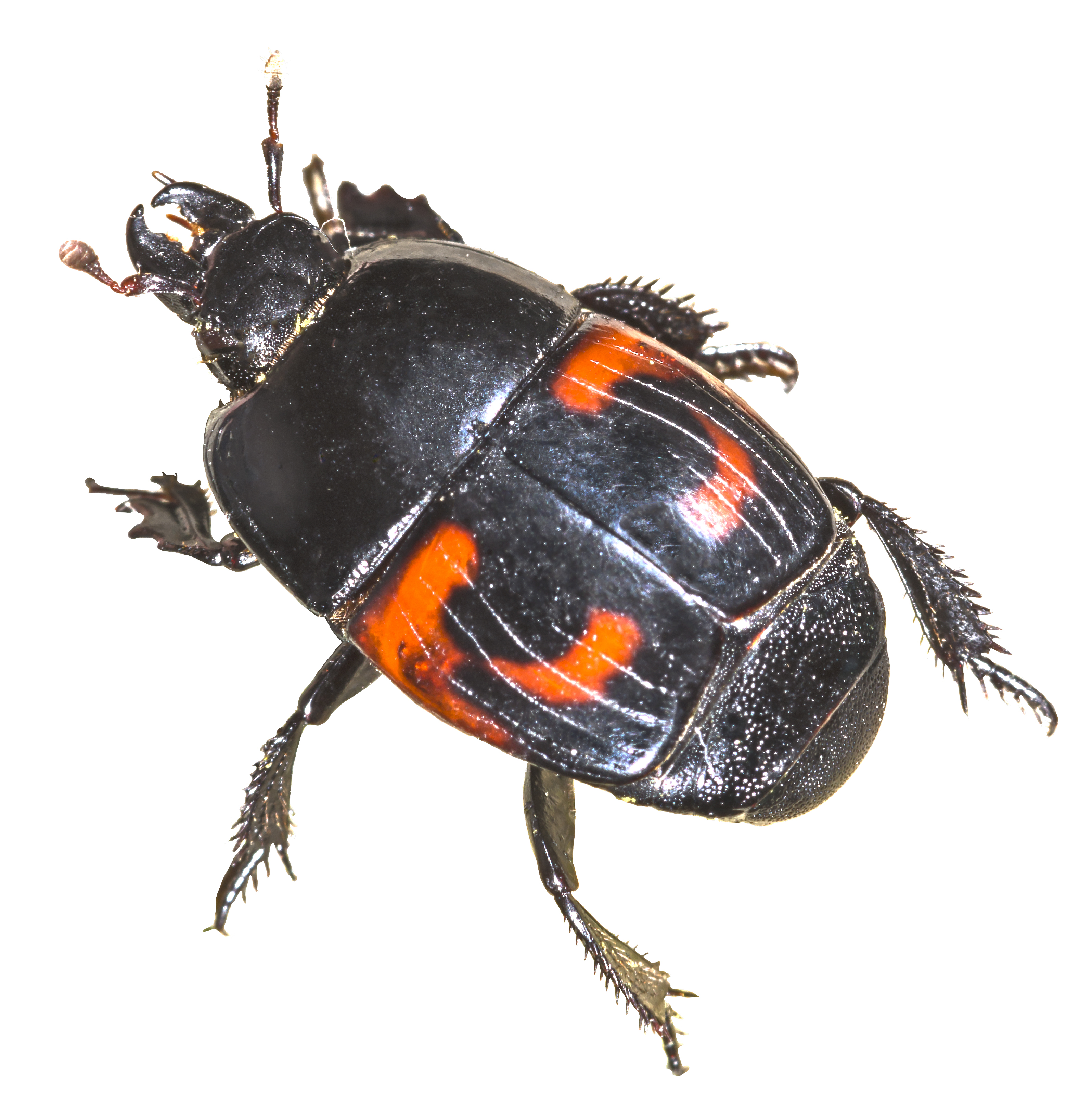
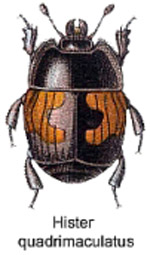